# Beinerstadt
Beinerstadt település Németországban, azon belül Türingiában. Lakosainak száma 287 fő (2023. december 31.).

## Népesség
A település népességének változása:
| Lakosok száma | 338  | 315  | 305  | 296  | 292  | 287  |
|               | 2014 | 2017 | 2019 | 2021 | 2022 | 2023 |